# Donderdam
Donderdam of foutief Sivoli is een buurtschap en een voormalige dam behorende deels tot de gemeente Zuidplas (voorheen Zevenhuizen-Moerkapelle) en deels tot de gemeente Waddinxveen in de provincie Zuid-Holland. De buurtschap is gelegen aan de Onderweg waar deze een knik maakt. Verder behoren het Schraverwilderpad, de Kleikade, de Oostdijk en de Julianastraat ook tot Donderdam.

## Geschiedenis
De buurtschap ontstond toen in 1628 Joris Adriaensz Donder er een overtoom bouwde. Deze overtoom maakte sluipverkeer buiten Gouda om mogelijk: zo konden schippers vanaf Waddinxveen via Moerkapelle de Rotte naar Rotterdam opvaren, zonder aan Gouda tol te hoeven betalen. De dam werd naar zijn maker Donderdam genoemd. In 1652 werd een herberg gesticht voor het scheepsverkeer. Zo ontstond de buurtschap. De herberg heeft er tot 1843 gestaan. Oorspronkelijk lag de gehele buurtschap in de polder de Wilde Veenen (thans de woningen aan de Julianastraat) en behoorde ze tot de gemeente Moerkapelle. In het midden van de 20ste eeuw ontstonden er woningen aan de oostkant van de buurtschap in de Zuidplaspolder (thans Onderweg), die tot Waddinxveen behoren.

## Donderdam versus Sivoli
Kaarten tot en met de Tweede Wereldoorlog geven Donderdam weer. Kaarten van na 1950 geven de buurtschap niet weer, totdat er in 1985 de naam Sivoli opduikt. Deze naam staat niet op dezelfde plaats als Donderdam maar iets zuidelijker, waar de Julianastraat en de Onderweg samen komen. Dit was waarschijnlijk de naam van een boerderij daar. Echter door een fout heeft de provincie Zuid-Holland in haar publicaties tot 2015 de naam Sivoli als buurtschapnaam gebruikt in plaats van Donderdam.

## Trivia
In 2016 zijn er drie kavels in Donderdam verkocht onder het project 'Kavelkasteel Moerkapelle'. Hoewel de kavels aan het Schraverwilderpad liggen hebben de panden als adres Julianastraat. Het project verdubbelt de bewoning van de buurtschap in het Moerkapelse deel.

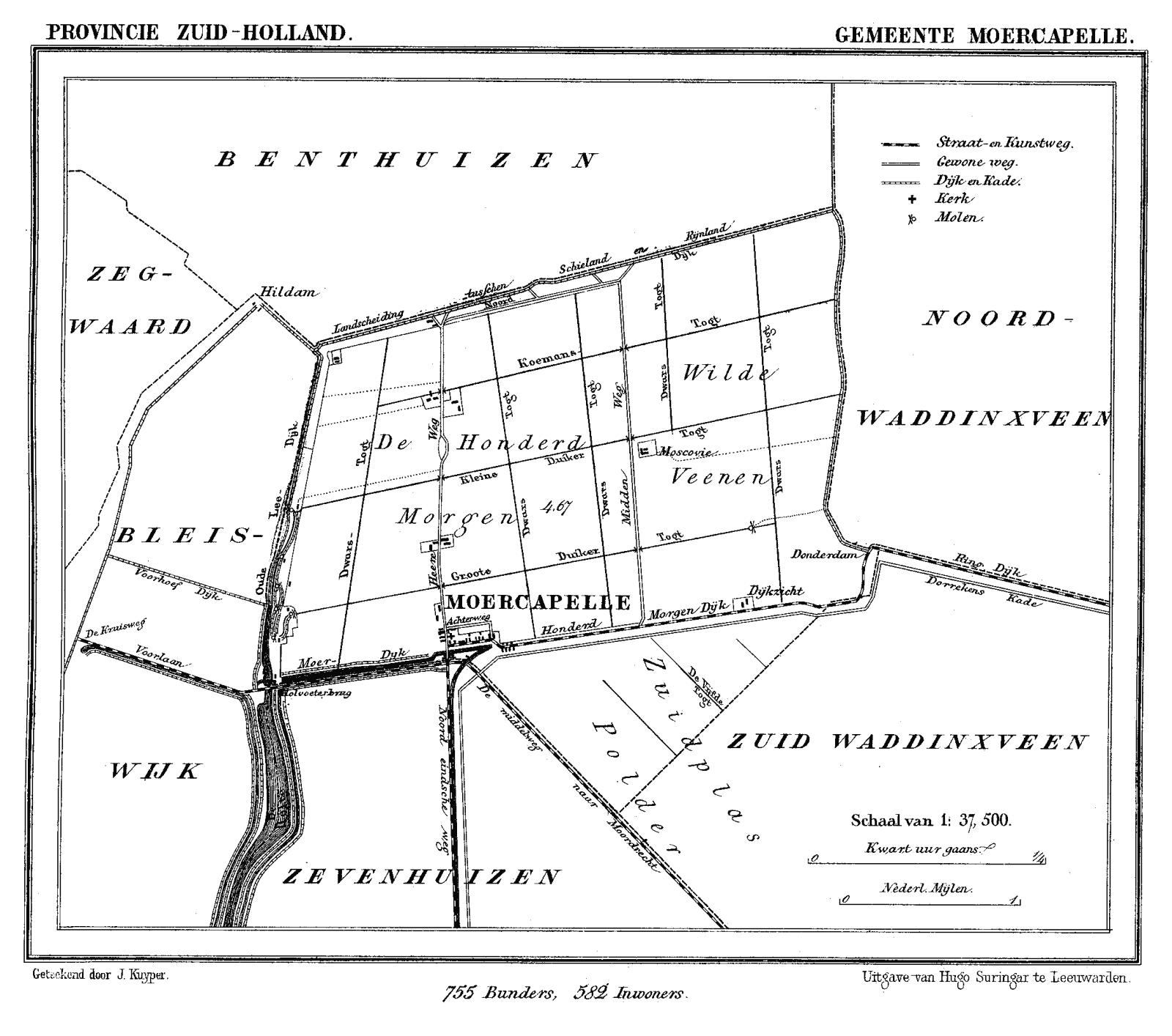
19e-eeuwse kaart van de gemeente Moercapelle met Donderdam aangegeven.